# Paramount+
Paramount+ (uttalat "Paramount plus") är en streamingtjänst ägd av Paramount Global/Viacom CBS som erbjuder filmer, serier, sport och barninnehåll via video on demand till en fast månadskostnad.

## Historik
Tjänsten presenterades fredagen den 25 mars 2021, där tjänsten efter att funnits i som en del kabel-tv-paket, inledningsvis kom att finnas tillgänglig via Apple TV-kanaler på Apple TV-appen. Den 29 april 2021 släpptes appen för Paramount+, vilket tillgjorde tjänsten för alla konsumenter över hela Norden. Den 5 september 2022 meddelade Paramount att tjänsten kommer ersättas den 20 september 2022 av Sky Showtime, det som en del av partnerskapet mellan Paramount Global och Comcast Sky Group.